# Hebreos 9

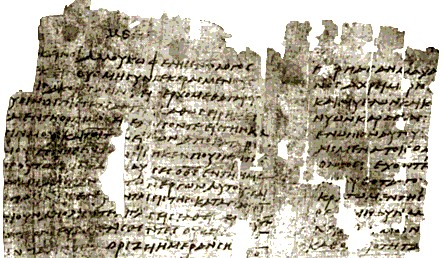
Epístola a los Hebreos 2:14-5:5; 10:8-22; 10:29-11:13; 11:28-12:17 en el Papiro 13 (225-250 d.C.).

Hebreos 9 es el noveno capítulo de la Epístola a los Hebreos del Nuevo Testamento de la Biblia cristiana. El autor es anónimo, aunque la referencia interna a «nuestro hermano Timoteo» (Hebreos 13:23) provoca una atribución tradicional a Pablo, pero esta atribución se discute desde el siglo II y no hay pruebas decisivas de la autoría. Este capítulo contiene la exposición sobre el mejor ministerio de la Nueva Alianza.

## Texto
El texto original fue escrito en griego koiné. Este capítulo está dividido en 28 versículos.

### Testigos textuales
Algunos manuscritos antiguos que contienen el texto de este capítulo son:
- Papiro 46 (175-225; sólo falta el Versículo 17)[5]
- Papiro 17 (finales del siglo III; existen los versículos 12-19)[5]
- Códice Vaticano (325-350)
- Codex Sinaiticus (330-360)
- Codex Alexandrinus (400-440)
- Codex Ephraemi Rescriptus (~450; existen los Versículos 16-28)
- Codex Freerianus (~450; existen los versículos 1-4, 9-11, 16-19, 25-27)
- Codex Claromontanus (~550)

### Versículo 2

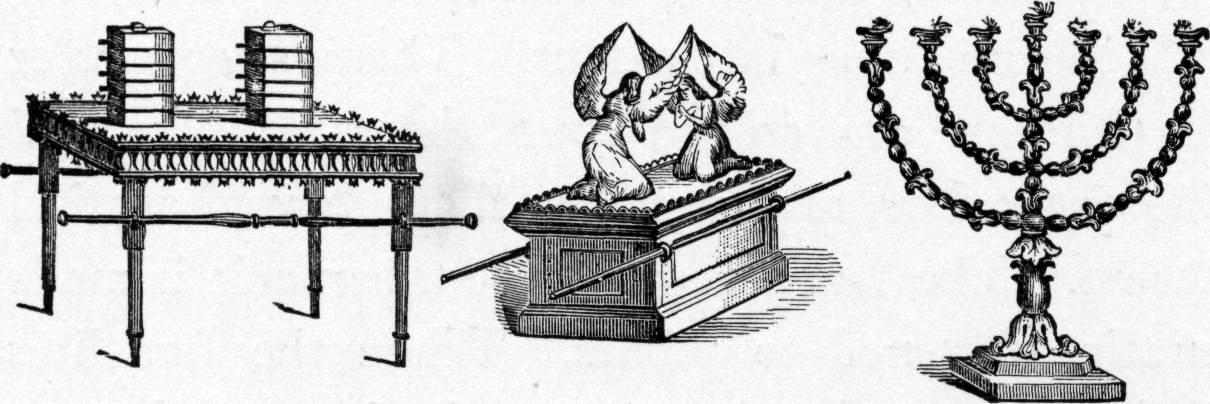
Desde la izquierda: La Mesa del Pan de la proposición, el Arca de la Alianza y la Menorah lámpara del Tabernáculo bíblico